# Motion Picture News
Motion Picture News a fost o publicație comercială a industriei cinematografice americane care a apărut în perioada 1913-1930.

## Istorie
Publicația a fost creată prin fuziunea în 1913 a revistelor Moving Picture News (fondată în 1908) și The Exhibitors' Times (fondată mai devreme în anul 1913).

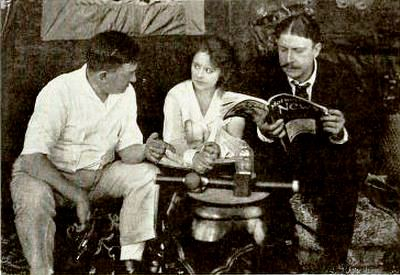
Regizorul Perry N. Vekroff și actorii Frankie Mann și Stuart Holmes în timpul producției serialului cinematografic Trailed by Three (1920), prezentați citind Motion Picture News

După ce a fost achiziționată de editorul Martin Quigley în 1930, Motion Picture News a fuzionat cu Exhibitors' Herald World pentru a forma Motion Picture Herald.